# فيليب كيليان
فيليب كيليان (بالألمانية: Philipp Kilian) هو نقاش ألماني، ولد في 8 يوليو 1628 في آوغسبورغ في ألمانيا، وتوفي بنفس المكان في 14 أكتوبر 1693.